# Claudio Magris
Claudio Magris (Triëst, 10 april 1939) is een Italiaans schrijver.  Tot zijn oeuvre behoren romans, toneelstukken, novellen en essays.  Sinds 1978 is hij hoogleraar moderne Duitse literatuur aan de Universiteit van Triëst.
Hij studeerde af als germanist aan de Universiteit van Turijn. Van 1994 tot 1996 zetelde hij in de Italiaanse senaat, de Senato della Repubblica. Hij werd in Triëst verkozen met een eigen lijst lista Magris.  Hij zetelt in meerdere Europese academies. Hij is essayist en columnist voor de Corriere della Sera.
In 1987 won hij met Donau de Premio Bagutta. In 1997 ontving hij de Premio Strega voor Microcosmi. In 2001 was hij de laureaat van de Erasmusprijs en de Leipziger Buchpreis zur Europäischen Verständigung, in 2004 ontving hij de Premios Príncipe de Asturias, in 2005 volgde de Österreichischer Staatspreis für Europäische Literatur.  In 2009 ontving hij de Vredesprijs van de Duitse Boekhandel.  In 2009 werd hij de laureaat van de Prix Européen de l'Essai Charles Veillon.  Als voormalig winnaar van de Premio Nonino zetelt hij in de jury van deze literatuurprijs.
In 2001 ontving hij het grootkruis van de Italiaanse Orde van Verdienste (Cavaliere di Gran Croce Ordine al merito della Repubblica Italiana). In 1995 ontving hij een eredoctoraat van de Universität Klagenfurt, in 2011 van de Katholieke Universiteit Leuven.  Deze laatste eert Magris "voor zijn intellectuele, artistieke en politieke engagement voor Europa. Zijn interventies in het publieke debat over thema’s als solidariteit, diversiteit en laïciteit tonen aan dat literatuur een forum biedt voor reflectie, kritiek en dialoog."